# Plan de bits
En informatique, un plan de bits de l'anglais bitplane est une structure mémoire qui stocke un seul bit pour chaque pixel d'une image numérique. Il s'agit donc d'une image monochrome mais qui peut être combinée avec d'autres plans de bits pour faire varier la profondeur de couleur de l'image. Ainsi, le nombre de bits codant la couleur d'un pixel peut être défini finement.

## Histoire
Ce mode était utilisé sur de nombreuses consoles de jeu vidéo et ordinateurs personnels des années 1980/1990. Ainsi les consoles Master System et Game Gear de Sega ainsi que la NES et la Super Nintendo de Nintendo utilisaient ce mode, tout comme les ordinateurs BBC Micro, Atari ST et Amiga ainsi que ceux de la marque soviétique Elektronika.

## Avantages et inconvénients techniques

Exemple de combinaison de 4 plans de bits pour constituer une image à 4 bits par pixel

Il permet une certaine souplesse dans l'occupation de la mémoire et les transferts d'informations nécessaire à la remplir, puisque le nombre de plans utilisé peut être choisi en fonction du nombre de couleurs nécessaire à faire fonctionner l'application. Cela permettait également, dans les représentations graphiques animées de diviser les images en plusieurs ensembles de plans indépendants, particulièrement adaptés aux défilements parallèles à des vitesses différentes, puisqu'ils ne nécessitaient pas de remplir la mémoire vidéo par les différentes recomposées.
L'Amiga qui utilisait ce système était un des premiers micro-ordinateurs familiaux à présenter des applications en trois dimensions, en raison des capacités du blitter à accélérer le remplissage de polygones. L'utilisation de plans de bits devint rapidement un handicap dans ce domaine lorsque les cartes VGA sortirent. Les cartes VGA comportaient un octet (donc 256 couleurs) par point. Le remplissage des polygones pouvait donc se faire faire point par point, tandis que dans le mode bitplan, il fallait décomposer les points par plans et les assembler avec les points adjacent sur le même octet.
La scène de la démo démontra que si le blitter continuait à décharger le microprocesseur pour ce type de calcul. Le microprocesseur était plus efficace, lorsque programmé en assembleur spécifiquement pour cette tâche, en raison de la complexité de la décomposition puis recomposition du mode plan de bit.
Le mode de représentation en bitplan est maintenant considéré comme obsolète en raison de la profondeur en nombre de bits des images actuelles (souvent 24 bits) pour lesquelles le mode en plan de bits ne serait pas imaginable. En effet, lorsque beaucoup de bits sont nécessaires, ce système de représentation devient vite déficient en raison du nombre d'accès mémoire nécessaires pour modifier un pixel. Il faut en effet accéder à tous les plans de bits avec des masques coûteux en termes d'instructions du processeur.